# New Orleans (album)
Pour les articles homonymes, voir New Orleans (homonymie).
Albums de Ludwig von 88
— Tout pour le trash
(1992)
New Orleans est un album du groupe Ludwig von 88 sorti en 1991.

## Pistes
1. New Orleans
2. Western
3. Got Mit Uns
4. 4560 RP
5. Salman's Not Dead
6. Cs 137 (Batman Mix)
7. Paris Brûle-t-il (Danse Mix)
8. Kaliman (Jazz Mix)
9. Ce jour heureux est vraiment trop triste
10. Cassage de burnes